# Wincanton Classic 1993
La 5e édition de la Wincanton Classic a lieu le 15 août 1993. Remportée par l'Italien Alberto Volpi, de l'équipe Mecair-Ballan, elle est la septième épreuve de la Coupe du monde.

## Classement final
| Pos. | Cycliste            | Équipe                | Temps           |
| ---- | ------------------- | --------------------- | --------------- |
| 1    | Alberto Volpi       | Mecair-Ballan         | 5 h 41 min 22 s |
| 2    | Jesper Skibby       | TVM-Bison Kit         | + 3 s           |
| 3    | Maurizio Fondriest  | Lampre-Polti          | m.t.            |
| 4    | Maximilian Sciandri | Motorola              | m.t.            |
| 5    | Lance Armstrong     | Motorola              | + 36 s          |
| 6    | Gert-Jan Theunisse  | TVM-Bison Kit         | m.t.            |
| 7    | Heinz Imboden       | Mecair-Ballan         | m.t.            |
| 8    | Johan Museeuw       | GB-MG Boys Maglificio | + 6 min 30 s    |
| 9    | Andreas Kappes      | Mecair-Ballan         | m.t.            |
| 10   | Scott Sunderland    | TVM-Bison Kit         | m.t.            |